# Osatu
L'osatu (ou ihatum, ossatu) est une langue bantoïde méridionale tivoïde parlée au Cameroun dans la région du Sud-Ouest, le département du Manyu, l'arrondissement d'Akwaya, au sud-est d'Asumbo.
Avec 400 locuteurs dénombrés en 2002, c'est une langue en danger (6b). 